# 帕拉斯 (癸干忒斯)
帕拉斯（古希腊语：Πάλλας）希腊神话中，反抗宙斯统治的癸干忒斯巨灵之一。
与其他癸干忒斯一样，帕拉斯是大地女神该亚接触到天神乌剌诺斯的血液之后生出的孩子。帕拉斯在癸干忒斯战争中被雅典娜杀死，雅典娜剥下了他的皮，并把这皮覆在著名的埃癸斯神盾上。雅典娜因此得到别名：帕拉达（Παλλάδα，意为“杀死帕拉斯的”）。这个神话后来被与同名的提坦神帕拉斯的神话混同，在那些神话里，被雅典娜杀死的是提坦神帕拉斯。

## 资料来源
- 《世界神话辞典》，辽宁人民出版社，ISBN 7-205-00960-X
- 《古希腊罗马神话鉴赏辞典》，吉林出版社，ISBN 7-206-04846-3
- 《神话辞典》，（苏联）M·H·鲍特文尼克等，统一书号：2017·304